# Озорнин, Никифор Максимович
Никифор Максимович Озорнин (21.2.1904, дер. Меркушино, Камышловский уезд, Пермская губерния, Российская империя — 2.7.1958, Свердловская область, РСФСР, СССР) — сапер 598-го отдельного саперного батальона 314-й стрелковой дивизии 21-й армии Ленинградского фронта, рядовой; командир отделения 598-го отдельного саперного батальона 314-й стрелковой дивизии 59-й армии 1-го Украинского фронта, младший сержант; сержант.

## Биография
Родился 8 февраля 1904 года в деревне Меркушино Камышловского уезда Пермской губернии (ныне — Камышловский район Свердловской области) в семье крестьянина. Русский. Окончил 3 класса. Жил в городе Невьянск Свердловской области. Работал лесозаготовителем.
В Красной Армии и в боях Великой Отечественной войны с января 1942 года. Сражался на Ленинградском и 1-м Украинском фронтах. Был трижды ранен.
Сапер 598-го отдельного саперного батальона рядовой Никифор Озорнин 15-20 июня 1944 года в 10 километрах западнее села Райвола участвовал под огнём противника в возведении моста, переправы, в обеспечении продвижения боевой техники и обозов. 20 июня 1944 года при штурме города Выборг снял восемь противотанковых мин. Приказом от 1 июля 1944 года «за образцовое выполнение заданий командования в боях с немецко-фашистскими захватчиками» награждён орденом Славы 3-й степени.
Командир отделения того же батальона, дивизии младший сержант Никифор Озорнин с отделением 14 января 1945 года при овладении населенным пунктом Дзялошице, сопровождая самоходные артиллерийские установки, сделал ряд проходов через минные поля противника. Приказом от 10 февраля 1945 года «за образцовое выполнение заданий командования в боях с немецко-фашистскими захватчиками» награждён орденом Славы 2-й степени.
8 мая 1945 года на подступах к городу Глац сержант Никифор Озорнин разминировал мост через реку Нейсе. Вместе с отделением ликвидировал более двадцати солдат противника и семнадцать взял в плен. У деревни Ригерсдорф захватил в плен офицера. Отделение Никифора Озорнина в городе Глац разминировало мост, обезвредило несколько фугасов. Указом Президиума Верховного Совета СССР от 27 июня 1945 года «за образцовое выполнение заданий командования в боях с немецко-фашистскими захватчиками» награждён орденом Славы 1-й степени и стал полным кавалером ордена Славы. Также награждён медалями.
В 1945 году демобилизован из рядов Красной Армии. Вернулся на родину. Был бригадиром в колхозе «Пролетарская долина».
Умер 2 июля 1958 года. Похоронен в селе Калиновское Камышловского района Свердловской области.